# 库尔班江·艾山
库尔班江·艾山，中国新疆维吾尔族政治人物。1984年2月起在阿图什市财政局工作，1998年1月成为阿图什市副市长。2007年11月起任阿图什市市长。任内注重“戈壁产业”的发展，希望将阿图什发展为大中心城市。